# Edgar Norfolk
Edgar Norfolk (Bradford, 5 de novembro de 1893 – 1980) foi um ator britânico, que atuou em filmes mudos entre 1932 e 1947.

## Filmografia selecionada
- Hotel Splendide (1932)
- The Sign of Four (1932)
- His Grace Gives Notice (1933)
- Tangled Evidence (1934)
- Mine Own Executioner (1947)